# Arianna Huffington
Arianna Stasinopoúlou Huffington (Athene, 15 juli 1950) is een Grieks-Amerikaans auteur, distributeur, columnist en af en toe ook actrice. Ze is mede-oprichter en hoofdredacteur van The Huffington Post. Ze was een populaire Amerikaanse conservatieve commentator in het midden van de 90'er jaren, waarna ze liberaal werd. Ze was getrouwd met het Amerikaanse republikeinse congreslid Michael Huffington. Ze studeerde economie aan Girton College, Cambridge.
In 2003 probeerde ze als onafhankelijk kandidaat om gouverneur van Californië te worden in de Californische recall-verkiezing van 2003. In de MediaGuardian 100 van 2015 van The Guardian staat Huffington op nummer 94. Op Forbes' lijst van meest invloedrijke vrouwen van 2016 staat ze op nummer 70. 
In 2011 werd The Huffington Post aangekocht door AOL voor 315 miljoen dollar. Huffington werd president en hoofdredacteur van de Huffington Post Media Group, die bestaat uit The Huffington Post en andere AOL-bezittingen als AOL Music, Engadget, Patch Media en StyleList.
In Nederland worden haar boeken in vertaling uitgegeven door A.W. Bruna Uitgevers.